# Izabal
Izabal (španělsky Lago de Izabal) je největším jezero v Guatemale. Nachází se v departementu Izabal. Rozkládá se v úmoří Karibského moře.

## Vodní režim
Nejvýznamnějším přítokem je řeka Polochic, vody odvádí Río Dulce (doslovný překlad Sladká řeka).

## Využití
Z Honduraského zálivu se do jezera dostávaly a stále dostávají lodě. V koloniálním období zde operovali piráti, proto španělští kolonisté postavili při vtoku do jezera pevnost Castillo San Felipe de Lara, která měla chránit španělské pozice v regionu. Dnes má jezero především turistické a rekreační využití.

### Ochrana přírody
V okolí jezera je několik chráněných území a žije zde mnoho živočišných i rostlinných druhů.